# Коста, Адемир да
Адемир да Коста (Ademir da Costa, род. 29 марта 1961) — бразильский мастер карате стиля Кёкусинкай, один из немногих бойцов, прошедших хякунин-кумите после введения в международную практику ударов маваси-гэри гэдан (лоу-кик), один из внутренних учеников (ути-дэси) Масутацу Оямы. Основатель стиля Сэйвакай.
Адемир да Коста начал заниматься карате у мастера Исобэ в 1974 году и в 1978 году стал чемпионом Бразилии. Дебют да Косты на чемпионате мира состоялся в 1979 году. На этом чемпионате он проиграл бой Дольфу Лундгрену, который был тяжелее на 15 килограммов. На 14-м Всеяпонском чемпионате, перед которым да Коста три месяца тренировался в Японии, он занял третье место и получил приз за лучший боевой дух.

## Стиль да Косты
Стиль, в котором работал да Коста на соревнованиях сочетает силу, гибкость, хорошую технику и боевой дух. Будучи левшой, да Коста работал в правосторонней стойке, часто держа ладони раскрытыми. Его стиль стал более агрессивным на Чемпионате мира 1987 года. Интересной особенностью боевого стиля да Косты было использование удара ёко-гэри левой ногой, что чрезвычайно редко встречается на соревнованиях. Для выполнения этого удара да Коста выносил колено левой ноги к правому плечу, после чего выполнял удар с одновременным поворотом к сопернику левым боком. Такой поворот существенно увеличивал силу удара.

## Хякунин-кумите
Адемир да Коста прошёл хякунин-кумите 25 апреля 1987 года. Подготовка к нему началась за год до испытания. Ежедневно он пробегал пятикилометровый кросс и каждую неделю проводил по 50 боёв подряд. Регламент каждого боя в хякунин был установлен в две минуты. Да Коста поставил себе задачу как можно больше боёв выиграть нокаутом, чтобы сократить общее время испытания. Его бои осложняло то, что тем из его противников, кто сможет нокаутировать его, был обещан внеочередной пояс. Тем не менее, Адемир да Коста успешно выдержал все поединки, выиграв 74 боя по иппон и сведя 26 боёв на ничью. Общее время испытания составило 2 часа 50 минут. По словам да Косты это было самым суровым испытанием в его жизни: «На два дня я был помещён в стационар и ещё целую неделю моя моча была красной от крови. Меня тошнило даже от выпитой воды. Я страдал от внутренних гематом, в животе, печёнке и селезёнке».
Адемир да Коста является единственным, помимо самого Оямы, человеком, прошедшим хякунин-кумите, ученик которого также прошёл хякунин-кумите.

## Сэйвакай
После смерти Масутацу Оямы и раскола созданной им организации IKO да Коста остался в IKO под руководством Сёкэя Мацуи, однако покинул эту организацию в 1996 году, создав свой стиль Сэйвакай и Международную организацию Сэйвакай. Эта организация не имеет большого международного значения и представлена, главным образом, в Бразилии. Есть небольшие представительства в России, США, Японии и ряде латиноамериканских стран.
В настоящее время Адемир да Коста преподаёт карате в нескольких странах, в том числе в Японии и России.